# Historique des versions de Windows 10

Logo de Windows 10.

Windows 10 est un système d'exploitation développé par Microsoft, qui le décrit comme un « système d'exploitation en tant que service » qui reçoit des mises à jour permanentes de ses caractéristiques et de ses fonctionnalités, ainsi que la possibilité pour les versions destinées aux entreprises de voir ce rythme ralenti pour les mises à jour non-critiques ou, lors du support à long terme, recevoir uniquement les mises à jour critiques, telles que des correctifs de sécurité. Terry Myerson, vice-président de Microsoft chargé des systèmes d'exploitation, explique que ce système a pour but de réduire la fragmentation de Windows sur les différentes plateformes.

## Programme Windows Insider
Les utilisateurs souhaitant tester de façon anticipée les versions préliminaires en cours d'élaboration (previews) du système peuvent s'inscrire gratuitement au programme « Windows Insider » réservé aux « initiés-privilégiés ». Microsoft s'autorise à y distribuer de premières versions non finalisées (appelées « Builds ») du logiciel afin de recevoir, en retour, des commentaires volontaires et collaboratifs à propos des nouvelles fonctionnalités apportées ou des bogues présents.
Plusieurs canaux sont offerts aux amateurs pour recevoir ces mises en bouche :
- canal « Dev » : Versions les plus récentes, pouvant être très instable. Généralement publié une fois par semaine mais peut varier ;
- canal « Bêta » : Versions plus anciennes, plus stabilisées, mais non-prêt pour une sortie à grande échelle. Généralement publié 1 à 2 fois par mois ;
- canal « Release Preview » : Versions quasiment prêtes à être déployées publiquement, l'utilisateur prend très peu de risque dans ce contexte de diffusion.

## Historique des versions PC
Les versions grand public de Windows 10 sont étiquetées « YYMM », YY représentant les deux derniers chiffres de l'année et MM représentant le mois de la sortie prévue (par exemple, la version 1507 fait référence à la version initiale publiée en juillet 2015). À partir de la version 20H2, la nomenclature de sortie de Windows 10 passe du modèle de l’année et du mois à un modèle de demi-années « YYHX », YY représentant toujours l'année, H de l'anglais « Half » (Moitié) et X représentant la première ou la seconde moitié de l'année (1 ou 2). La mise à jour 21H1 signifie donc « première moitié de l'année 2021 ».

### Version 1507
La version originale de Windows 10 (nom de code « Threshold 1 » et rebaptisée rétroactivement version 1507) est sortie le 29 juillet 2015. Il porte le numéro de build 10.0.10240. Alors que Microsoft a déclaré qu’il n’y avait pas de version désignée comme étant la version RTM (Release to Manufacture) de Windows 10, la version 10240 a été décrit comme la version « RTM » par divers médias. Cette version a par la suite été rétroactivement nommée « Version 1507 » par Microsoft par les conventions de nommage des futures versions stables du système d’exploitation. 
Les changements notables dans cette version incluent :
- un menu Démarrer mis à jour ;
- l’introduction de Cortana, un assistant virtuel, à la version de bureau de Windows ;
- un mode « Continuum » qui permet aux utilisateurs de basculer entre le mode bureau et le mode tablette ;
- un « Centre d’action », qui comprend des notifications et un accès rapide aux paramètres ;
- un nouveau navigateur web, baptisé « Microsoft Edge », qui remplace Internet Explorer comme navigateur par défaut dans Windows ;
- une amélioration du multitâche, et l'ajout de « bureaux virtuels » ;
- de nombreuses applications intégrées mises à jour.

La version finale a été mise à la disposition des « Insiders » le 15 juillet 2015, suivie d’une sortie publique le 29 juillet. Le support de la version 1507 a pris fin le 9 mai 2017 pour les versions Famille et Professionnel. Toutefois, les appareils configurés pour recevoir des mises à jour sur les deux branches ont continué de recevoir des mises à jour jusqu’au 27 juin 2018. 

### Version 1511 (November Update)
La mise à jour de novembre de Windows 10 (également connu sous le nom de version 1511 et nom de code « Threshold 2 ») est la première mise à jour majeure de Windows 10 et la deuxième version du système d’exploitation. Il porte le numéro de version 10.0.10586.
Les nouvelles fonctionnalités de cette version de Windows 10 incluent :
- applications de vidéo, de messagerie et de téléphone Skype préinstallées ;
- aperçus et synchronisations d’onglets dans Microsoft Edge ;
- modifications visuelles et de fonctionnalités.

Cette version de Windows est également la première à décoder les séquences d'échappement ANSI, et permet donc un portage sans effort des applications plein écran semi-graphiques avec la console Windows.
La première version d'aperçu est sortie le 18 août 2015. La version finale a été mise à la disposition des Insiders le 3 novembre 2015, suivie d’une sortie publique le 10 novembre 2015. Contrairement à la sortie initiale de Windows 10, cette version a également été mise à la disposition des appareils existants fonctionnant sous Windows Phone 8.1, de la Xbox One, sous forme de pré-version de Windows Server 2016, et a été préinstallée sur les nouveaux terminaux équipés de Windows 10 Mobile. Le Support de cette version pour les utilisateurs de la version Famille et de la version Professionnelle a pris fin le 10 octobre 2017. La dernière mise à jour publique est publiée le 10 avril 2018 pour les versions Enterprise and Education seulement.

### Version 1607 (Anniversary Update)
La mise à jour anniversaire de Windows 10 (également connue sous le nom de version 1607 et nom de code « Redstone 1 ») est la deuxième mise à jour majeure de Windows 10 et la première d’une série de mises à jour sous le nom de code « Redstone ». Il porte le numéro de construction 10.0.14393. La première version d'aperçu est sortie le 16 décembre 2015. La version finale a été mise à la disposition des Insiders le 18 juillet 2016, suivie d’une sortie publique le 2 août 2016. Cette version de Windows 10 est prise en charge pour les utilisateurs de la version Famille, Professionnelle et de la version de Support à long terme (LTSB).
Cette version est la dernière version de Windows 10 compatible avec les processeurs Intel de la famille Clover Trail (Atom Z2520, Z2560, Z2580 et Z2760), le support de cette version 1607 est donc étendu jusqu'en 2023 pour cette famille de processeurs.

### Version 1703 (Creators Update)
La mise à jour « Creators Update » de Windows 10 (également connue sous le nom de version 1703 et nom de code « Redstone 2 ») est la troisième mise à jour majeure de Windows 10 et la deuxième d’une série de mises à jour sous le nom de code « Redstone ». Il porte le numéro de version 10.0.15063. La première version d'aperçu a été publiée aux Insiders le 11 août 2016. La version finale a été mise à la disposition des Insiders le 20 mars 2017, suivie d’une sortie publique le 5 avril 2017 via l'Assistant de Mises à jour, et a commencé à être mise en service le 11 avril 2017. 

### Version 1709 (Fall Creators Update)
La mise à jour « Fall Creators Update » de Windows 10 (également connue sous le nom de version 1709 et nom de code « Redstone 3 ») est la quatrième mise à jour majeure de Windows 10 et la troisième d’une série de mises à jour sous le nom de code « Redstone ». Il porte le numéro de version 10.0.16299. La première version d'aperçu a été publié aux Insiders le 7 avril 2017. La version finale a été mise à la disposition des Insiders le 26 septembre 2017 avant d’être rendue publique le 17 octobre 2017. 

### Version 1803 (April 2018 Update)
La mise à jour d'avril 2018 (également connue sous le nom de version 1803 et nom de code « Redstone 4 ») est la cinquième mise à jour majeure de Windows 10 et la quatrième d’une série de mises à jour sous le nom de code « Redstone ». Il porte le numéro de version 10.0.17134. La première version d'aperçu a été publiée aux Insiders le 31 août 2017. La version finale a été mise à la disposition des Insiders le 16 avril 2018, suivie d’une sortie publique le 30 avril 2018, et a commencé à être déployée le 8 mai 2018. 

### Version 1809 (October 2018 update)
La mise à jour d'octobre 2018 (également connu sous le nom de version 1809 et nom de code « Redstone 5 ») est la sixième mise à jour majeure de Windows 10 et la cinquième et dernière d’une série de mises à jour sous le nom de code « Redstone ». Il porte le numéro de version 10.0.17763. La première version d'aperçu a été publiée aux Insiders le 14 février 2018. La mise à jour a été initialement mise à la disposition des consommateurs publics le 2 octobre 2018 mais son déploiement a été interrompu le 6 octobre 2018, en raison d’un grave problème de suppression des fichiers personnels des utilisateurs après la mise à jour. Le 9 octobre 2018, Microsoft a réédité la mise à jour aux Insiders, indiquant que tous les problèmes connus dans la mise à jour (y compris le bogue de suppression de fichiers) avaient été identifiés et corrigés. Le 25 octobre 2018, Microsoft a confirmé l’existence d’un autre bogue qui écrase des fichiers sans aucune confirmation, lors de l’extraction d’un fichier ZIP. Le bogue a été corrigé pour les Insiders le 30 octobre 2018, et le déploiement public de la mise à jour a repris le 13 novembre 2018. 

### Version 1903 (May 2019 Update)
La mise à jour de mai 2019 (également connue sous le nom de version 1903 et nom de code « 19H1 ») est la septième mise à jour majeure de Windows 10 et la première à utiliser un nom de code plus descriptif (qui comprend l'année de publication) au lieu des précédents noms de code « Redstone » ou « Threshold ». Il porte le numéro de version 10.0.18362. La première version d'aperçu a été publiée aux Insiders qui ont opté pour l’anneau exclusif « Skip Ahead » le 25 juillet 2018. La mise à jour a commencé à être déployée le 21 mai 2019. Les changements notables dans la mise à jour de mai 2019 comprennent :
- un nouveau thème clair ;
- séparation de la recherche et de Cortana dans la barre des tâches ;
- Windows Sandbox (Non-disponible sur les versions Familiales du Système d'exploitation) ;
- possibilité de mettre en pause les mises à jour pendant 35 jours au plus (inclus Windows 10 Famille) ;
- nouveau fond d’écran par défaut ;
- recommandations pour la résolution des problèmes ;
- les notifications ne dérangeront plus lorsqu'un programme est en plein écran.

### Version 1909 (November 2019 Update)
La mise à jour de novembre 2019 (également connue sous le nom de version 1909 et nom de code « 19H2 ») est la huitième mise à jour majeure de Windows 10. La mise à jour est livrée comme mise à jour cumulative de la mise à jour de Mai 2019 et porte le numéro de version 10.0.18363. La première version d'aperçu a été publiée aux Insiders qui ont opté pour l’anneau lent le 1er juillet 2019. La mise à jour a commencé à être déployée le 12 novembre 2019. Les changements notables dans la mise à jour de novembre 2019 comprennent :
- possibilité de créer des événements à partir du menu volant « Calendrier » de la barre des tâches ;
- améliorations apportées à la gestion des notifications, y compris les vignettes démontrant les bannières de notification et le centre d’action dans les paramètres de notification d’application, et la possibilité d’accéder aux paramètres de notification par application à partir de leurs écrans dans le Centre d'Actions ;
- les icônes de la barre latérale de navigation du menu Démarrer s’étendent dans un tiroir avec des étiquettes de texte lorsque le curseur est situé au-dessus d’eux ;
- prise en charge de l’utilisation d’assistants numériques tiers à partir de l’écran de verrouillage ;
- intégration de OneDrive avec la recherche dans l'Explorateur de Fichiers.

### Version 2004 (May 2020 Update)
La mise à jour de mai 2020 (également connue sous le nom de version 2004 et nom de code « 20H1 ») est la neuvième mise à jour majeure de Windows 10. Elle porte le numéro de version 10.0.19041. La première version d'aperçu a été publiée aux Insiders qui ont opté pour l’anneau exclusif « Skip Ahead » le 14 février 2019. La mise à jour a commencé à être déployée le 27 mai 2020. Les changements notables dans la mise à jour de mai 2020 comprennent :
- accès plus rapide et plus facile aux paramètres et à l’appariement Bluetooth ;
- kaomojis améliorés ;
- les bureaux virtuels peuvent maintenant.être renommés ;
- DirectX12 Ultimate améliore les graphismes ;
- présentation d’une interface utilisateur basée sur le chat pour Cortana ;
- une plus grande intégration avec les téléphones Android sur l’application « Votre Téléphone » ;
- sous-système Windows pour Linux version 2 ;
- possibilité d’utiliser Windows Hello sans avoir besoin d’un mot de passe ;
- possibilité d’utiliser Windows Hello PIN en mode coffre-fort ;
- option de téléchargement depuis le Cloud pour réinitialiser Windows ;
- améliorations de l’accessibilité.

### Version 20H2 (October 2020 Update)
La mise à jour d'octobre 2020 (nom de code « 20H2 ») est la dixième mise à jour majeure de Windows 10. La mise à jour est la mise à jour cumulative de la mise à jour de mai 2020 et porte le numéro de version 10.0.19042. La première version d'aperçu a été publiée aux Insiders qui ont opté pour le Canal bêta le 16 juin 2020. La mise à jour a été publiée le 20 octobre 2020. Les changements notables dans la mise à jour d’octobre 2020 incluent :
- nouvelles vignettes unifiées dans le menu Démarrer ;
- améliorations apportées à Microsoft Edge :
  - nouveau Microsoft Edge basé sur moteur de rendu « Chromium » inclus par défaut,
  - basculer entre plusieurs onglets et applications Windows en appuyant sur Alt+Tab ↹,
  - accès rapide aux onglets actifs pour les sites épinglés dans la barre des tâches,
  - outil de comparaison de prix ;
- nouvelle configuration initiale pour la barre des tâches ;
- amélioration de l’expérience de notification ainsi que de l’expérience des tablettes pour les appareils 2 sur 1 ;
- migration des informations dans la page Système du Panneau de configuration dans la page "à propos" de l’application Paramètres ;
- améliorations apportées à la gestion moderne des périphériques (MDM).

### Version 21H1 (mise à jour de mai 2021)
La mise à jour de mai 2021 (nom de code « 21H1 ») est la onzième mise à jour majeure de Windows 10 et fait suite à celle d'octobre 2020 avec le numéro 10.0.19043. Une version préliminaire a été publiée pour les Insiders sur le canal bêta le 17 février 2021 avant que le déploiement de la version finale ne débute le 18 mai 2021. Les changements notables dans cette version incluent :
- ajout d’une prise en charge multi-caméras pour Windows Hello ;
- amélioration des performances de Windows Defender Application Guard et WMI Group Policy Service ;
- Nouveau Microsoft Edge basé sur chrome (remplacé par EdgeHTMLbasé sur Microsoft Edge Legacy).

### Version 21H2 (mise à jour de novembre 2021)
La mise à jour de novembre 2021 (nom de code « 21H2 ») est la douzième mise à jour majeure de Windows 10 et fait suite à celle de mai 2021 avec le numéro 10.0.19044.
Une version préliminaire a été publiée pour les Insiders (canal bêta) qui ne satisfaisaient pas la configuration système requise de Windows 11 le 15 juillet 2021 avant que le déploiement de la version finale ne débute le 16 novembre 2021. Les changements notables dans cette version incluent :
- prise en charge de la norme WPA3 H2E (Wi-Fi 6E, sur la bande des 6 GHz) ;
- prise en charge du calcul GPU dans le sous-système Windows pour Linux (WSL) et Azure IoT Edge pour Linux sur Windows (EFLOW) ;
- cloud Trust pour Windows Hello Entreprise.

### Version 22H2 (mise à jour d'octobre 2022)
La mise à jour d'octobre 2022 (nom de code « 22H2 ») est la treizième et actuelle mise à jour majeur de Windows 10 et fait suite à celle de novembre 2021 avec le numéro 10.0.19045. Les changements notables dans cette version incluent :
- prise en charge de RedirectionGuard qui est ajoutée au service d’impression ;
- Protection contre le vol de justificatifs (ajout du paramètre "Configure RPC packet level privacy setting for incoming connections") ;
- Réduction de la surface d’attaque (ASR) ;
- Politiques de verrouillage des comptes.

Il s'agit de la dernière version de Windows 10, plus aucune nouvelle version de Windows 10 ne sera déployée.

### Anneau rapide / Canal Dev
Le 16 décembre 2019, Microsoft a annoncé que Les initiés de Windows dans l'anneau rapide recevront des builds directement de la branche développement « RS_PRERELEASE ». Les versions libérées de l’anneau rapide ne sont plus associées à une version spécifique de Windows 10. La première construction publiée dans le cadre de la nouvelle stratégie, build 19536, a été mise à la disposition des initiés le même jour. 
Le 13 mai 2020, Microsoft a annoncé que les versions de la branche « MN_RELEASE » seraient disponibles pour les initiés de Windows dans l'anneau rapide pour une courte période de temps. 
En juin 15, 2020, Microsoft a introduit le modèle « canaux » à son programme Windows Insider, succédant à son modèle « anneau ». Par conséquent, toutes les futures versions (à partir de build 10.0.20150) seraient publiées sur Windows Insiders dans le canal Dev. Deux jours plus tard (17 juin), Microsoft annonce que Windows Insiders dans le canal dev sera de nouveau reçu de la branche développement « RS_PRERELEASE ».

## Historique des versions mobile

### Version 1511 (November Update)
Windows 10 version 1511, codé « Threshold 2 », est la première version de Windows 10 Mobile.

### Version 1607 (Anniversary Update)
Windows 10 Anniversary Update ou Windows 10 version 1607, nommé « Redstone 1 », est la deuxième grande mise à jour majeure de Windows 10 et la première des quatre principales mises à jour planifiées sous les noms de code Redstone. Il porte le numéro de construction 10.0.14393. Le premier aperçu a été publié le 16 décembre 2015. Il a été diffusé au public le 2 août 2016. La version Redstone 1 de Windows 10 est prise en charge pour les utilisateurs de Current Branch (CB) et Current Branch for Business (CBB).

### Version 1703 (Creators Update)
Windows 10 Creators Update ou Windows 10 version 1703, codé « Redstone 2 », est la troisième mise à jour majeure de Windows 10 et la deuxième des quatre principales mises à jour planifiées sous les noms de code Redstone. Le premier aperçu a été diffusé aux Insiders le 11 août 2016.

### Version 1709 (Fall Creators Update)
Windows 10 Fall Creators Update, ou Windows 10 version 1709, codé « Redstone 3 », est la quatrième mise à jour majeure de Windows 10 et le troisième des quatre principales mises à jour planifiées sous les noms de code Redstone. Le premier aperçu a été diffusé aux Insiders le 14 avril 2017.